# 宜都长江大桥
宜都长江大桥，原名“白洋长江大桥”，是位于中国湖北省宜昌市的一座公路悬索桥，跨越长江，连接北岸的枝江市白洋镇和南岸的宜都市陆城街道，是  呼北高速宜昌至张家界段的控制性工程，也是湖北省“753”骨架公路网中规划“纵6”的重要组成部分，大桥北接保康至宜昌高速公路，南连宜昌至张家界高速公路湖南段。大桥全长2,671米，按双向六车道高速公路标准建设，设计行车速度100公里/小时。主桥设计为双塔钢桁梁悬索桥，主跨1,000米，路基宽度33.5米。初步设计批复总概算33.85亿元人民币，总工期4年，采用BOT+EPC建设管理模式。

## 线路走向
大桥项目线路北起焦柳铁路西侧的  318国道白洋互通，顺接在建的宜张高速公路当阳至枝江段，经白洋工业园区规划的白鹭公园，在秦家河口跨越长江，至南岸宜都市陆城街道杨家河，途经龙山（宝塔山），下穿宜华一级公路（设置宜都互通），止于宜都南枢纽互通，与在建的岳宜高速公路交叉，并与在建的宜张高速公路宜都至五峰段起点相连。

## 设计
大桥项目建设总里程约15.825公里，其中北岸接线长0.844公里，宜都长江大桥长2,160米，南岸接线长12.82公里；主线路基和桥梁宽度为33.5米。

## 进程
- 2011年9月7日，大桥桥位方案通过专家组论证。[5]
- 2012年3月14日，大桥防洪评价报告通过专家评估。[6]
- 2012年8月22日，大桥工程可行性研究报告在武汉通过省内预审。[1]
- 2016年8月8日，宜都长江大桥举行简单的仪式宣布开工。该桥初步设计批复总概算33.85亿元，建设工期4年，将成为宜昌市第八座跨江大桥。
- 2019年9月10日第一片钢桁梁开始吊装，11月15日上午，宜都岸最后一片钢桁梁缓缓落位固定、精调到位，由湖北交投投资建设的宜都长江大桥主跨钢桁梁顺利完成合龙。
- 2020年由于受新冠疫情影响，宜都长江大桥于3月16日正式复工，4月28日，主桥桥面板全部吊装完成。
- 2020年11月2日，宜都长江大桥竣工。
- 2021年2月9日，宜都长江大桥正式通车[7]。